# Legend of DUO
『Legend of DUO』（レジェンド・オブ・デュオ）は、2004年10月27日にテレビ埼玉、AT-Xなどで放送されている『アニメ天国』内で放送されていたテレビアニメである。全12話。
番組内での放送枠は5分だった。
携帯サイトBOYS☆HIT!で動画が配信されている。

## ストーリー
必ず命を落とす「死の病」が蔓延する近未来の街。すでに大多数の命が奪われている中、助かる方法は今までごく自然に、そして平和に共存してきた吸血鬼の血に含まれる”プラーナ”である事が吸血鬼DUOによって人々に伝えられた。
しかし、その秘密を漏らすことは禁忌とされていた吸血鬼社会からは裏切り者とされ、一方の人間達は血を求めて吸血鬼を執拗に殺そうとし始める。

## 登場人物
デュオ
声 - 中本順久
本作の主人公。美しさを持つ悪魔的な吸血鬼。ジークを吸血鬼にした。人間に”プラーナ”の秘密を漏らしたことがある。圧倒的な身体能力を誇る。
ジーク
声 - 杉田智和
元々ごく普通の男性だったが、デュオに吸血鬼にされる。それ以来親友として付き合っていたが、禁忌を破ったデュオに激しく怒り、刺客として追い続ける。
ステファン
声 - ユウ・アマノ
ジークの幼馴染み、半吸血鬼。完全な吸血鬼化を望みつつジークを慕っている素直な少年。
リジー
声 - 奥村治久
吸血鬼ハンターの家に生まれた男。ハンターとして吸血鬼を狩る事に全てを賭けている。

## 作中用語
吸血鬼の血
死の病から逃れられるために人々から求められている。
死の症
この病により人類は滅亡の一途を辿っている。
プラナ
吸血鬼の血の秘密。プラーナと呼ばれることも。

## スタッフ
- 原作 - Durant Project（Project DUO）
- 監督 - ネギシ・ヒロシ
- 監修・企画協力 - 菊池晃一
- キャラクターデザイン - RADIX企画室
- 脚本 - 井上敏樹、石橋大助
- 制作 - マリン・エンタテインメント、RADIX
- 製作 - mobanimation

## 各話リスト
1. 渇血
2. 大罪
3. 宿業
4. 銃口
5. 回顧
6. 遙命
7. 偽愛
8. 蜜月
9. 致命
10. 血宴
11. 執念
12. 親愛